# Лишња (Прњавор)
Лишња је насељено мјесто у општини Прњавор, Република Српска, БиХ. Према попису становништва из 1991. у насељу је живјело 1.847 становника.

## Становништво
| Демографија | Демографија | Демографија |
| Година      | Становника  | Становника  |
| ----------- | ----------- | ----------- |
| 1961.       | 1.732       |             |
| 1971.       | 1.940       |             |
| 1981.       | 1.888       |             |
| 1991.       | 1.838       |             |